# Don Simpson
Pour les articles homonymes, voir Simpson.
Donald Clarence Simpson, né le 29 octobre 1943 à Seattle (Washington) et mort le 19 janvier 1996 à Los Angeles, en Californie, est un acteur et producteur américain.
En 1985 et en 1988, il est nommé, avec son associé Jerry Bruckheimer, producteur de l'année.

## Biographie
Donald Clarence Simpson est né à Seattle, a vécu son enfance à Anchorage, puis étudie à l'université d'Oregon.
Don Simpson est retrouvé mort à son domicile de Los Angeles. La cause de la mort est un arrêt cardiaque à la suite d'une surdose de drogue. Le film Rock (1996) avec Sean Connery, Nicolas Cage et Ed Harris, dont il est producteur avec son collègue Jerry Bruckheimer, est dédié à sa mémoire.

## Filmographie

### En tant qu'acteur
- 1989 : The Big Bang de James Toback
- 1990 : Jours de tonnerre (Days of Thunder) de Tony Scott (acteur et producteur)

### En tant que producteur ou scénariste
- 1976 : Cannonball! (scénariste)
- 1983 : Flashdance (producteur)
- 1984 : Le Flic de Beverly Hills (producteur)
- 1984 : Voleur de désirs (producteur)
- 1986 : Top Gun (producteur)
- 1987 : Le Flic de Beverly Hills 2 (producteur)
- 1990 : Jours de tonnerre (Days of Thunder) de Tony Scott (acteur et producteur)
- 1994 : Tel est pris qui croyait prendre (producteur)
- 1995 : Bad Boys (producteur)
- 1995 : USS Alabama (producteur)
- 1995 : Esprits rebelles (producteur)
- 1996 : The Rock (producteur)